# Maetinga
Maetinga là một đô thị thuộc bang Bahia, Brasil. Đô thị này có diện tích 368,39 km², dân số năm 2007 là 16083 người, mật độ 43,7 người/km².